# Komisariat Straży Celnej „Rybno”

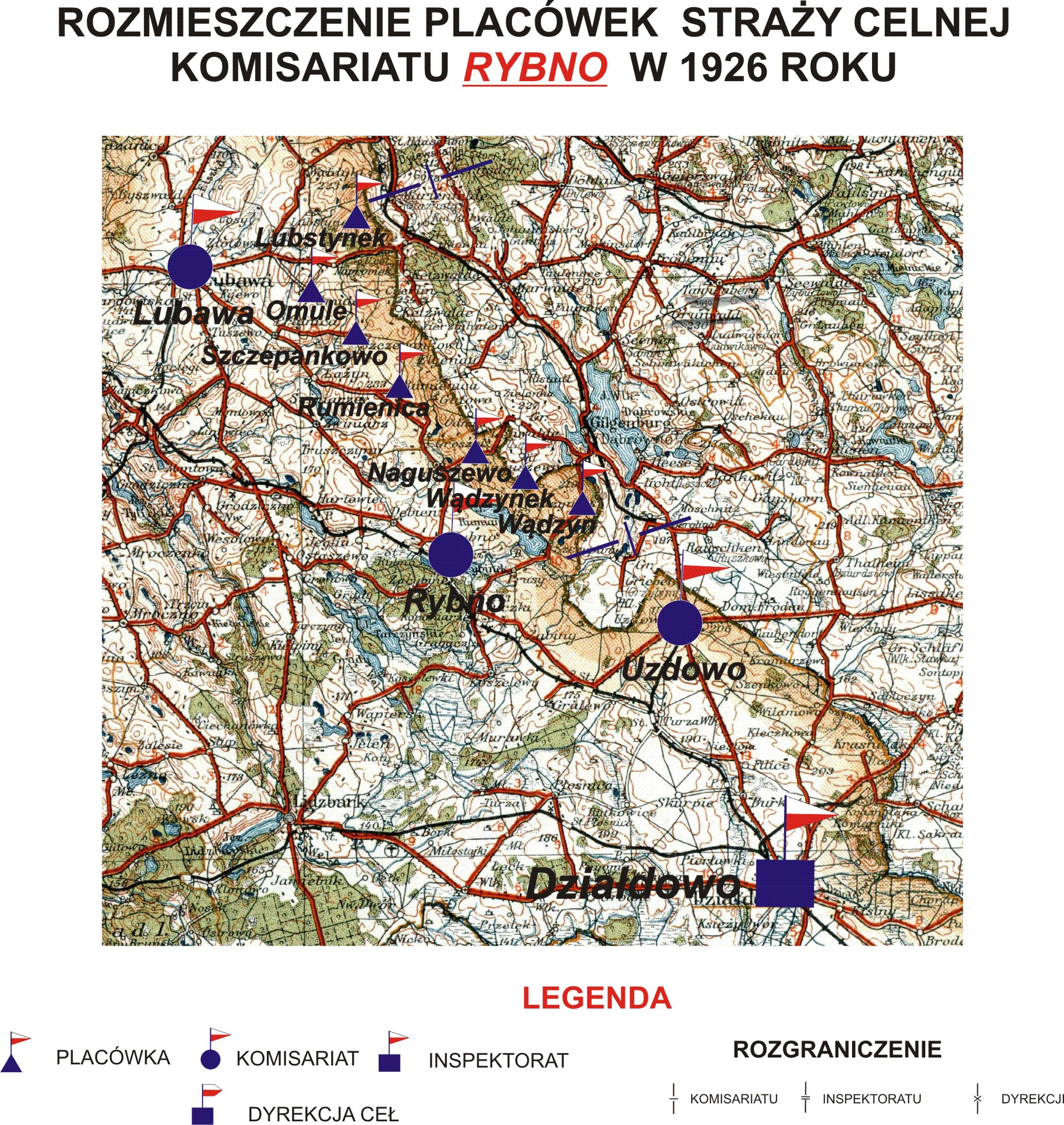
Rozmieszczenie placówek SC komisariatu "Rybno" w 1926 r.

Komisariat Straży Celnej „Rybno” – jednostka organizacyjna Straży Celnej pełniąca służbę ochronną na granicy polsko-niemieckiej w latach 1921–1928.

## Formowanie i zmiany organizacyjne
Na wniosek Ministerstwa Skarbu, uchwałą z 10 marca 1920 roku, powołano do życia Straż Celną. Jednostki Straży Celnej rozpoczęły przejmowanie odcinków granicy od pododdziałów Batalionów Celnych. W 1921 roku w Rybnie stacjonował sztab 4 kompanii 13 batalionu celnego. Proces tworzenia Straży Celnej trwał do końca 1922 roku. Komisariat Straży Celnej „Rybno”, wraz ze swoimi placówkami granicznymi, wszedł w podporządkowanie Inspektoratu Straży Celnej „Działdowo”.
W drugiej połowie 1927 roku przystąpiono do gruntownej reorganizacji Straży Celnej. W praktyce skutkowało to rozwiązaniem tej formacji granicznej. Rozporządzeniem Prezydenta Rzeczypospolitej Polskiej Ignacego Mościckiego z 22 marca 1928 roku w jej miejsce powoływano z dniem 2 kwietnia 1928 roku Straż Graniczną.
Rozkazem nr 1 z 12 marca 1928 roku w sprawach organizacji Mazowieckiego Inspektoratu Okręgowego, Naczelny Inspektor Straży Celnej gen. bryg. Stefan Pasławski powołał komisariat Straży Granicznej „Hartowiec,” który przejął ochronę granicy od rozwiązywanego komisariatu Straży Celnej.
Na podstawie rozkazu Mazowieckiego Inspektora Okręgowego nr 4 z 27 kwietnia 1928, kierownik inspektoratu „Działdowo” przekazał komisariaty „Rybno” Inspektoratowi Granicznemu „Grudziądz”.

## Służba graniczna
Sąsiednie komisariaty
- komisariat Straży Celnej „Uzdowo” ⇔  komisariat Straży Celnej „Lubawa” − 1926

## Funkcjonariusze komisariatu
Obsada personalna w 1926:
- kierownik komisariatu – komisarz Wacław Ciecierski
- pomocnik kierownika komisariatu – starszy przodownik Jan Miszewski

## Struktura organizacyjna
Organizacja komisariatu w 1926 roku:
- komenda – Rybno
- placówka Straży Celnej „Lubstynek”
- placówka Straży Celnej „Omule”
- placówka Straży Celnej „Szczepankowo”
- placówka Straży Celnej „Rumienica”
- placówka Straży Celnej „Naguszewo”
- placówka Straży Celnej „Wądzynek”
- placówka Straży Celnej „Wądzyn”